# Pierre-Philippe Thomire
Pierre-Philippe Thomire, né à Paris le 6 décembre 1751 et mort dans la même ville le 9 juin 1843, est un sculpteur, bronzier, fondeur, ciseleur et doreur français.
L'un des plus remarquables bronziers de sa génération, il est reconnu pour sa production de bronze d’ameublement sous l’Ancien Régime. Il élève ce métier sous l’Empire à son plus haut niveau de qualité, tout en créant dans les premières années du XIXe siècle, une entreprise industrielle dont le rayonnement est européen. Il se retire en 1823.

## Biographie

### Formation
Dès 1765, il étudie la sculpture à l’Académie de Saint-Luc sous la direction d'Augustin Pajou et de Jean-Antoine Houdon. Ce dernier, qui aurait souhaité en faire un sculpteur, lui confiera très tôt des commandes importantes. C'est probablement à l'instigation de ses deux maîtres que l'Académie décerne en juillet 1772, la première médaille à Thomire sculpteur. Trop peu riche pour faire face aux dépenses considérables de l'art statuaire, Thomire, né dans une famille de ciseleurs, n’échappe pas à l’atavisme familial. Il renonce aux ouvrages de la sculpture et entre dans l’atelier du bronzier Pierre Gouthière. Il acquiert très vite une parfaite connaissance du métier, notamment de la dorure au mat, qui faisait la gloire de son maître. Installé à son propre compte dès 1776 rue Saint-Martin, il sera après la faillite de Gouthière, au milieu des années 1780, le ciseleur le plus réputé.

### L'Ancien Régime
Les œuvres qu'il réalise avant la Révolution auraient suffi à assurer sa réputation de façon durable. En 1775, il travaille avec Jean-Louis Prieur (1732-1795), à qui l'administration royale a commandé les ornements en bronze du carrosse du sacre de Louis XVI. Dès 1776 il fonde sa propre fabrique. Cette année-là Houdon lui procure ses premières commandes importantes, notamment la fonte et la ciselure d'un écorché en bronze, destiné à l'étude de l'anatomie à l'École des beaux-arts de Paris. Houdon lui commandera aussi une épreuve en bronze de son Voltaire assis, destiné aux collections de la tsarine Catherine II, et Thomire réalisera une copie en bronze de La Négresse du Salon de 1781, aujourd'hui conservée au musée Nissim-de-Camondo. En 1778, il a réalisé le buste de Voltaire en bronze à partir de celui réalisé par Jean-Baptiste Pigalle qui était allé à Ferney pour le modéliser avant de réaliser la statue en marbre terminée en 1776.
Le 17 juillet 1783 il succède à Jean-Claude Thomas Duplessis (1730-1783), comme bronzier de la Manufacture de Sèvres. Il inaugure sa riche collaboration avec cette manufacture en étant choisi par le comte d'Agiviller, sur les conseils de Boizot, pour achever les décors de bronze doré de deux grands vases de forme médicis, l'histoire de Diane et Actéon et l'histoire de Vénus, réalisés à Sèvres, d'après un dessin de Boizot. Entrepris le 22 avril 1783, Diane et Actéon fut achevé en un temps record pour être montré à l'exposition annuelle que le roi organisait dans ses appartements au mois de décembre. Duplessis étant mort, sa veuve Élisabeth Bardot, en août 1783, « faisait remise à Pierre-Philippe Thomire, sculpteur ciseleur et doreur sur métaux, demeurant à Paris faubourg Saint-Martin, paroisse Saint-Laurent, des objets en bronze absolument finis, qui doivent entrer dans la décoration deux grands vases de porcelaine de la manufacture du roy. ».
Thomire se vit confier en 1785 la réalisation d'un candélabre commémorant l'engagement de la France dans la guerre d'indépendance des États-Unis. Offert au roi, il fut placé dans son cabinet intérieur à Versailles, où il est toujours conservé. Il réalise les cariatides et les ornements de bronze doré du serre-bijoux de Schwerdfeger, offert par la ville de Paris à la reine Marie-Antoinette en 1787. Il est également l'auteur des bronzes du serre-bijoux de la comtesse de Provence, conservé aujourd'hui au château de Windsor. Il livre de nombreux bronzes d'ameublement pour les résidences royales. En 1787, un ensemble de bras de lumière pour le salon des jeux de la reine à Saint-Cloud ; une suite de quatre appliques, livrée en 1788, pour la chambre de Louis XVI au château de Saint-Cloud.
Il livre une suite de six appliques pour le salon des jeux de la reine à Compiègne. Dans son étude de cette livraison, Pierre Verlet souligne que le règlement des corporations de l'ancien régime divisait le travail entre plusieurs corps de métier. Réalisé sous la direction du sculpteur Hauré, la maquette en cire et en bois était confiée à Martin, la fonte à Forestier et la ciselure et la dorure, étape la plus coûteuse de l'ouvrage, à Thomire.

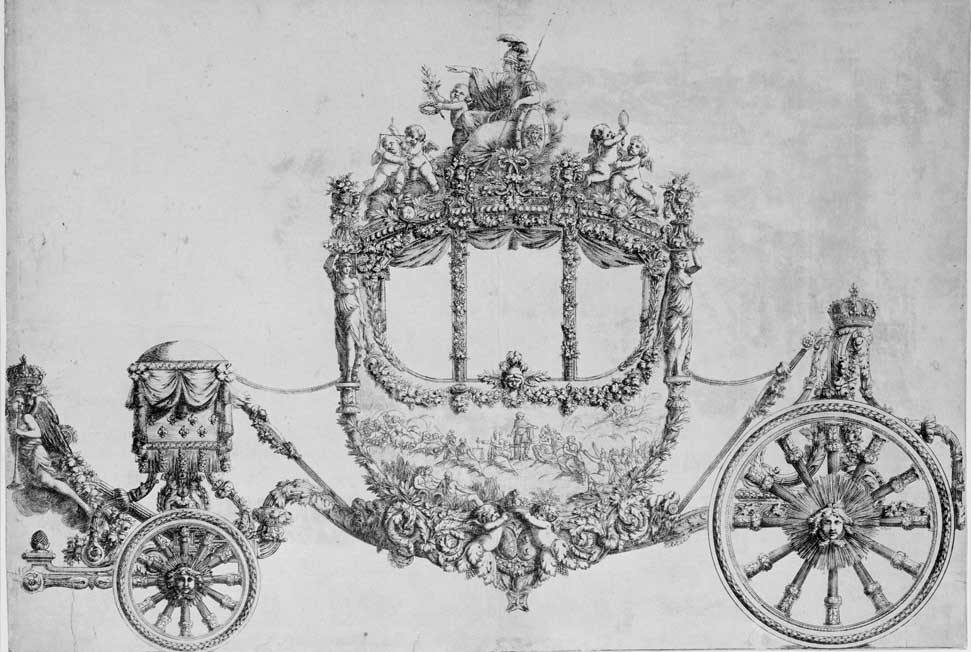
Carrosse du sacre de Louis XVI, sculptures par Daniel Auber, bronzes par Jean-Louis Prieur assisté de Thomire. Musée des Châteaux de Versailles et Trianon.
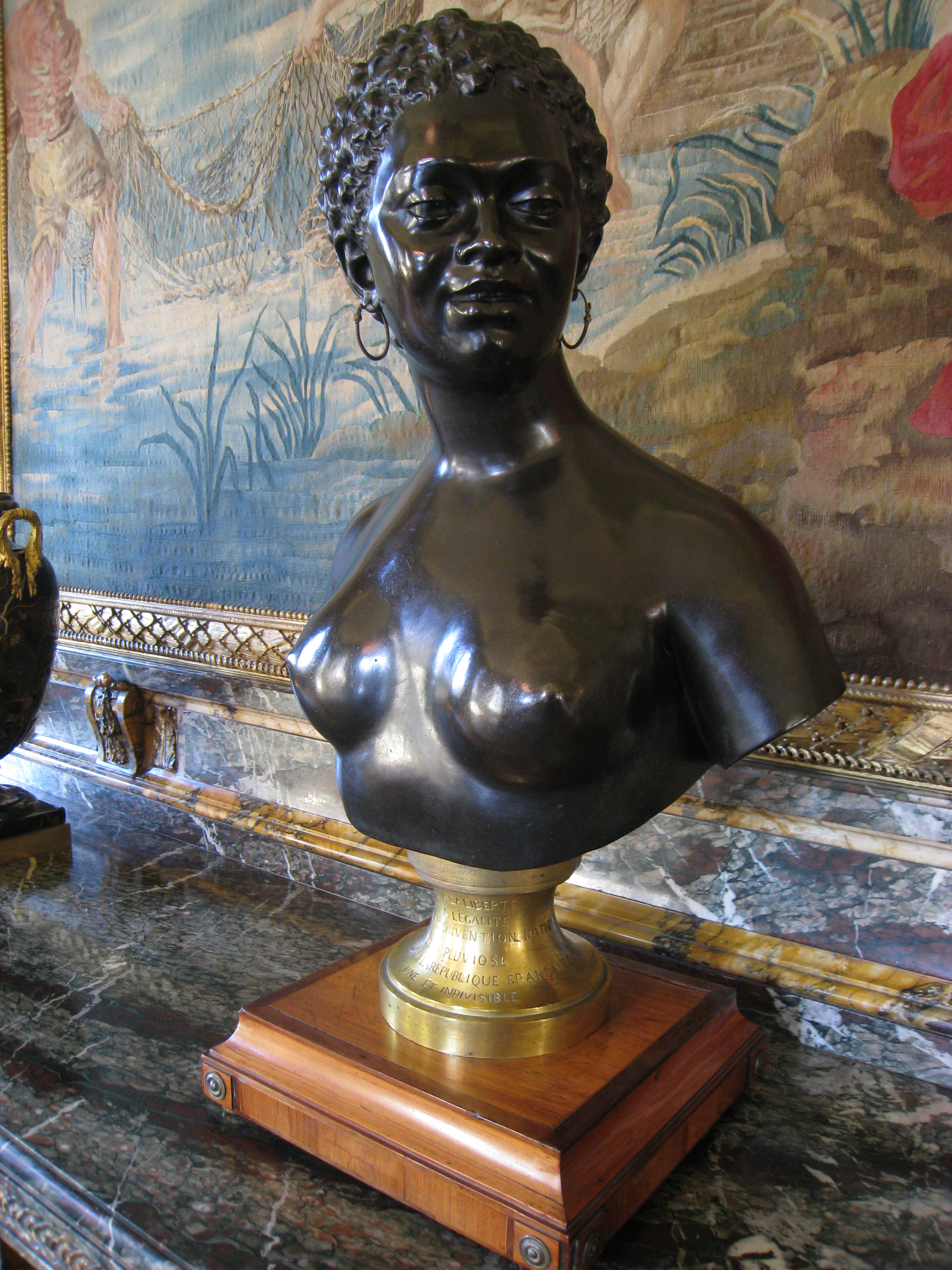
Buste de négresse, par Thomire d'après Houdon, musée Nissim-de-Camondo, Paris.
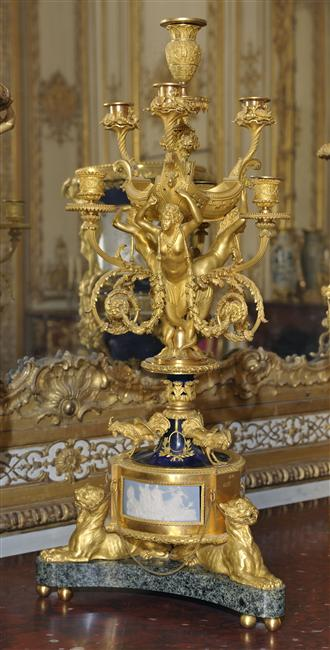
Candélabre commémorant l'Indépendance américaine (1785), cabinet intérieur de Louis XVI, château de Versailles.
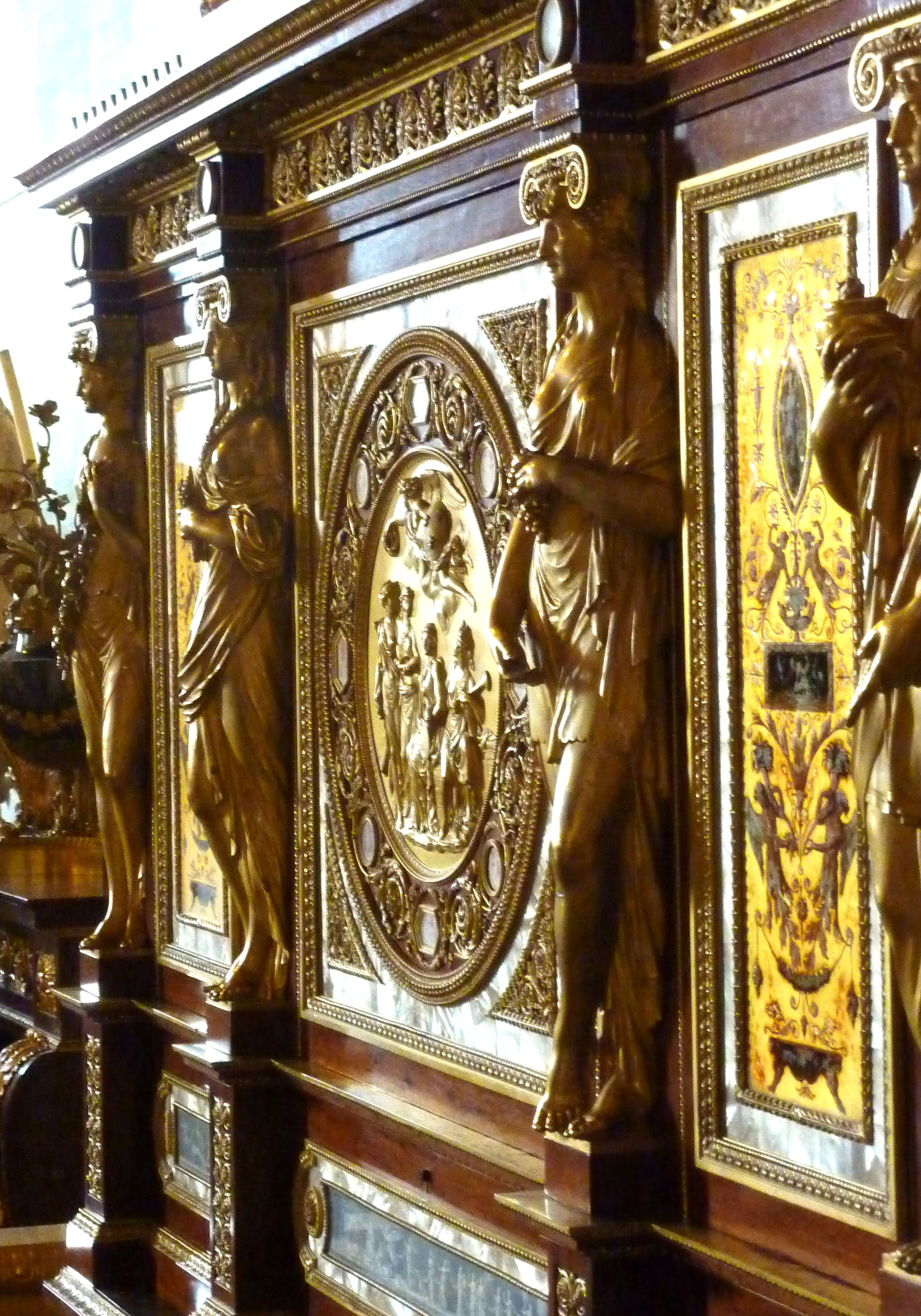
Serre bijoux (1787) par Schwerdfeger, décor de bronzes ciselés et dorés par Thomire. Chambre de la reine, château de Versailles.
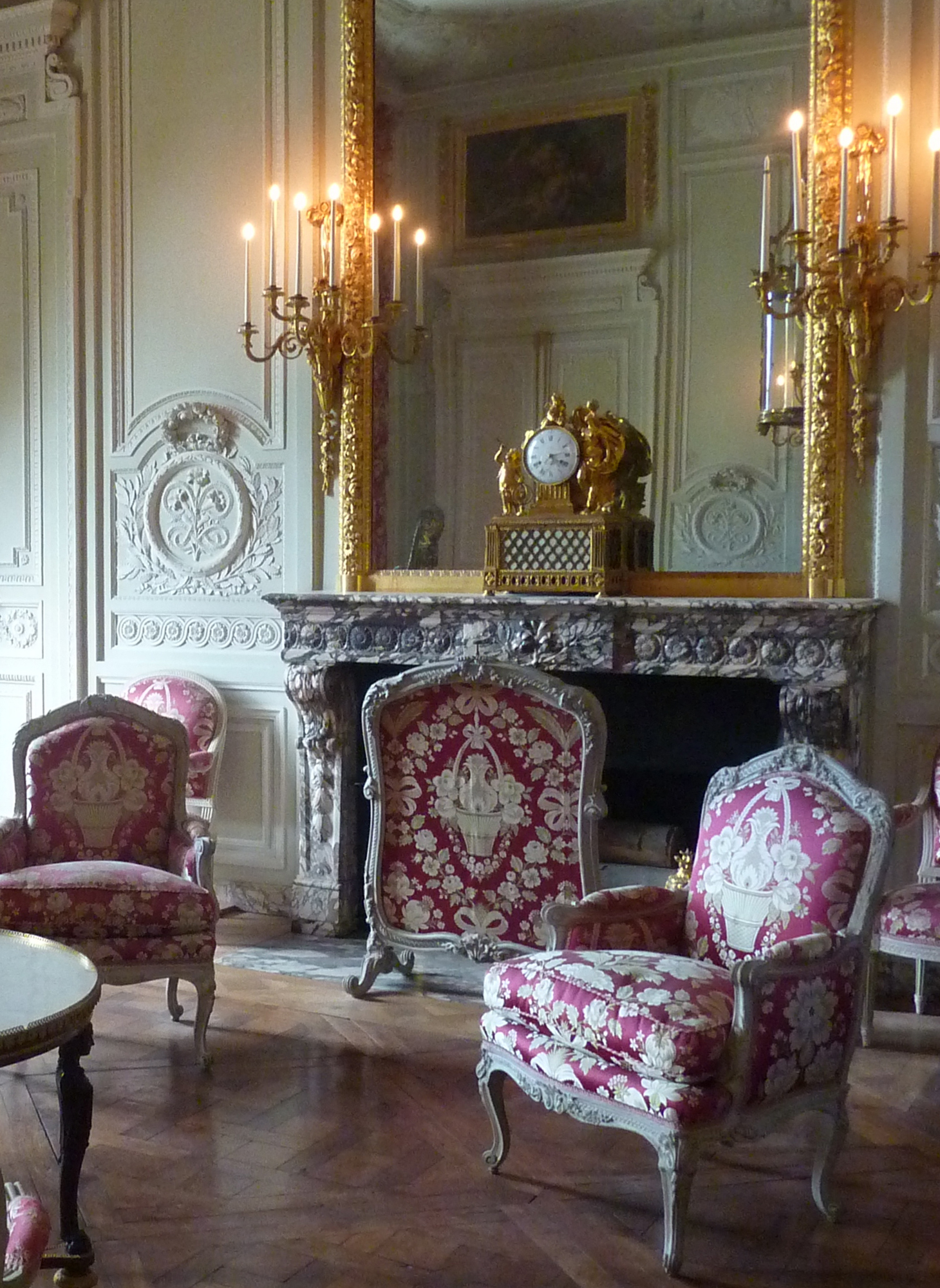
Salon de compagnie du Petit Trianon, Versailles. La cheminée est ornée de bras de lumières livrés par Thomire pour le salon de jeux de Saint-Cloud en 1787.
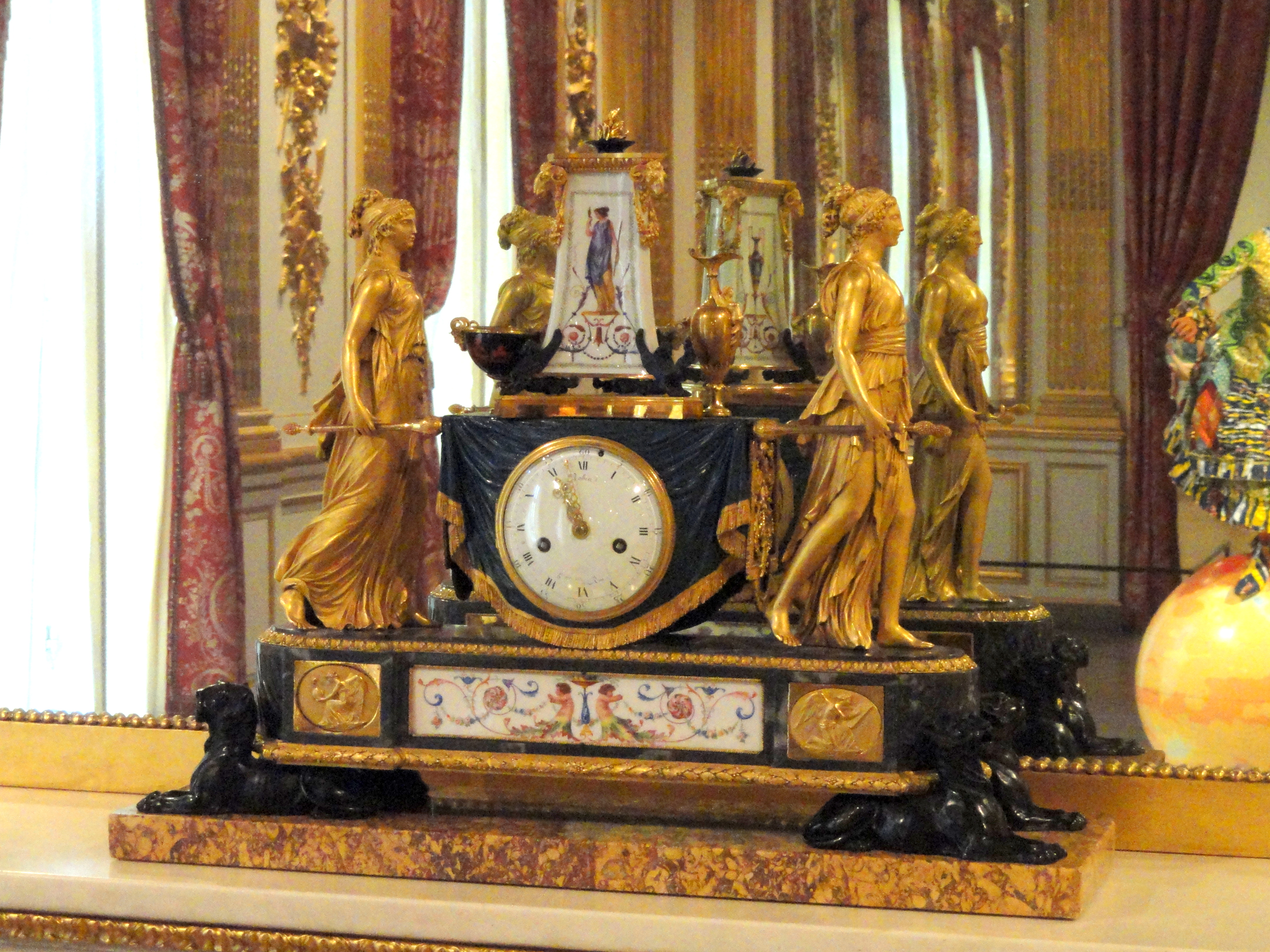
Vestales portant sur un brancard l'autel du feu sacré, pendule livrée en 1788 pour la salle de bains de Marie-Antoinette aux Tuileries. Dessin de Boisot, porcelaine de Sèvres, bronzes de Thomire.

### L'Empire
Le marché parisien est mis à mal dans les années 1790. On dit que Thomire fabriqua des armes. Il continue cependant à collaborer avec la manufacture de Sèvres jusqu'en 1793. Il reçoit également des commandes du marchand-mercier Martin-Eloy Lignereux. Lignereux associé depuis 1778 avec son confrère Dominique Daguerre, qui s'était établi à Londres, n'est pas inquiété pendant la Révolution. La clientèle consulaire et étrangère soutient cette activité. Le préfet de la Seine, dans un rapport au ministre de l'Intérieur du 8 juin 1807 énonce que : "La maison Daguerre et Lignereux en temps de paix faisait avec l'étranger de 1.500.000 à 200.000.000 d'affaires".
L'Empire sera la grande période faste de la Maison Thomire, avec toutefois quelques soubresauts liés à cette époque. Le 12 novembre 1804, Lignereux vend à Thomire pour 15 000 francs son fonds de commerce, avec l'ébénisterie, les meubles et les marchandises qui le garnissent. Thomire s'associe alors avec ses deux gendres Beauvisage et Carbonelle, ainsi qu'avec Duterme. Cette adresse prestigieuse, du 41 rue Taitbout, devient leur vitrine, alors qu'ils conservent l'atelier du 7 rue Boucherat dans le quartier du Marais. Pour promouvoir cette nouvelle association l'annonce suivante parait dans le Journal de Paris, le vendredi 30 Frimaire An XIII et le dimanche 2 Nivose An XIII :

« THOMIRE, DUTERME & Cie, successeurs de M. Lignereux, marchand de Meubles, rue Taitbout, no 41, donnent avis qu'à compter du 1er nivôve, le fonds de COMMERCE d'EBENISTERIE, BRONZES, DORURES & curiosités que tenait ledit sieur Ligneureux, sera ouvert pour leur compte & qu'ils y ont réuni la fabrique de Bronzes & Dorures que tient longtemps le sieur THOMIRE, rue Taitbout, no 6, en sorte qu'à l'avenir les deux maisons n'en feront plus qu'une »

Sous la raison sociale Thomire, Duterme et Cie ils deviennent les plus grands pourvoyeurs de bronze doré, employant jusqu'à sept cents ouvriers. Libéré du carcan corporatiste, Thomire est amené à transformer sa profession, jusqu'alors artisanale, en industrie.

Thomire connait alors un développement important. Il est le premier bronzier à participer à l'Exposition des Produits de l'Industrie de 1806, lors de laquelle il reçoit une médaille d'or. À partir de 1806, avec la mise en place du blocus continental et les effets des guerres, ses affaires périclitent. Une grande partie de sa production était réalisée pour l'export, à destination des monarchies anglaise, espagnole, russe, des États-Unis d'Amérique... Thomire à recours au système de prêts mis en place par le décret du 27 mars 1807 ; par la mise en garantie d'une partie de son stock, comme vingt-quatre autres de ses confrères, parmi lesquels on compte Jacob-Desmalter et Feuchère. Dans son rapport du 8 juin 1807, au ministre de l'intérieur, Frochot, préfet de la Seine, expose la situation difficile de la Maison Thomire :

« Ce fabricant succède au sieur Lignereux et a entrepris tout à la fois avec succès les meubles et les bronzes (médaille d'or à la dernière Exposition de l'industrie). La maison Lignereux faisait autrefois 150 000 à 200 000 francs d'affaires annuellement. Le nouvel établissement en fait pour 500 000 en 1806, mais une année de produits sont invendus dans les magasins. Cette fabrique est susceptible d'employer en temps de paix 700 à 800 ouvriers, elle en a maintenant 211. Elle souffre du défaut de débouché extérieur et de l'impossibilité de faire rentrer les fonds qu'elle a au dehors. Le préfet du département a proposé un prêt de 140 000 frs. »

Par la suite l'horizon s'éclaircit. Participant une nouvelle fois à l'Exposition des Produits de l'Industrie de 1809, il est récompensé d'une autre médaille d'or. Il obtient également le brevet de fournisseur de leurs Majestés impériales et royales. Les commandes importantes ont lieu à la suite du mariage de l'empereur avec l'archiduchesse Marie-Louise d'Autriche en 1810. L'une des plus significatives fut celle de l'imposant berceau en vermeil du Roi de Rome à Saint-Cloud, commandé en 1811 par le préfet de la Seine Frochot, au nom de la ville de Paris. Ce berceau, conservé à Vienne depuis 1815, fut un travail collectif. Réalisé sur un dessin de Pierre-Paul Prud'hon, Roguier modela la figure de la Renommée, tandis que l'orfèvre Odiot et Thomire se partagèrent la fonte et la ciselure des parties en argent. Thomire exécuta également les ornements virtuoses du berceau du roi de Rome aux Tuileries, conservé dans les collections du Musée Napoléon du château de Fontainebleau.

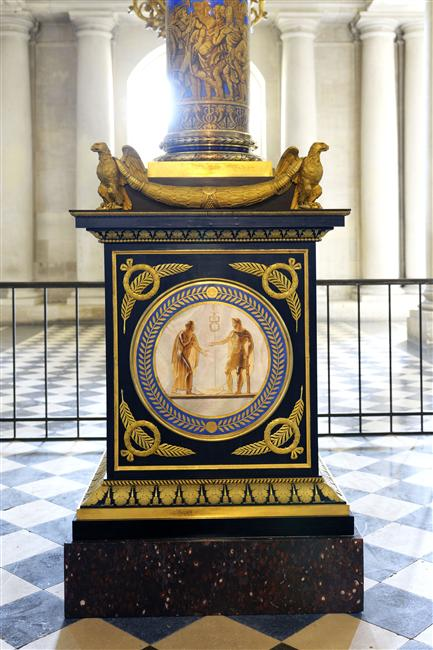
Détail de la colonne commémorant la campagne de 1805, livrée en 1806 pour le salon des officiers du Palais des Tuileries. Dessin de Brongniart, porcelaine de Sèvres, bronzes de Thomire, château de Versailles.
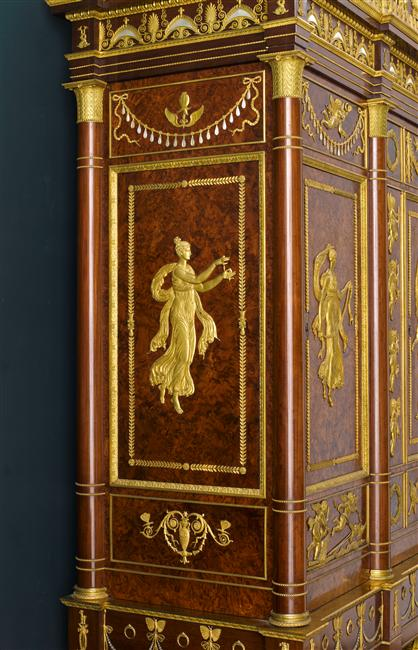
Le grand écrin livré en 1809 pour la chambre à coucher de l'Impératrice aux Tuileries. Jacob Desmalter, bronzes Pierre-Philippe Thomire. Paris, musée du Louvre.
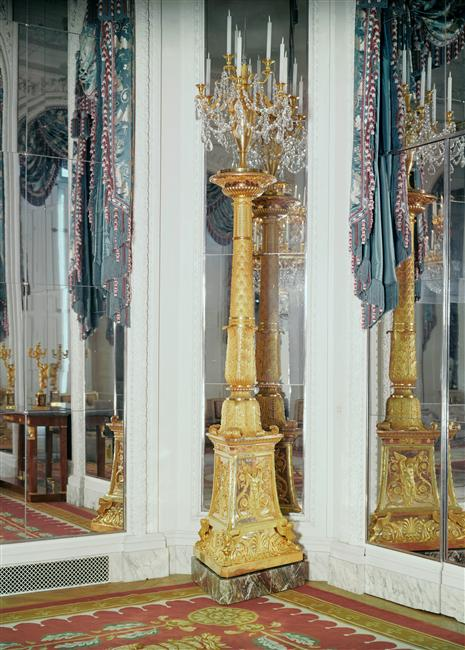
Candélabre d'une suite de quatre, livré par Thomire en 1811 pour la cabinet de l'empereur au palais des Tuileries. Versailles, Grand Trianon.
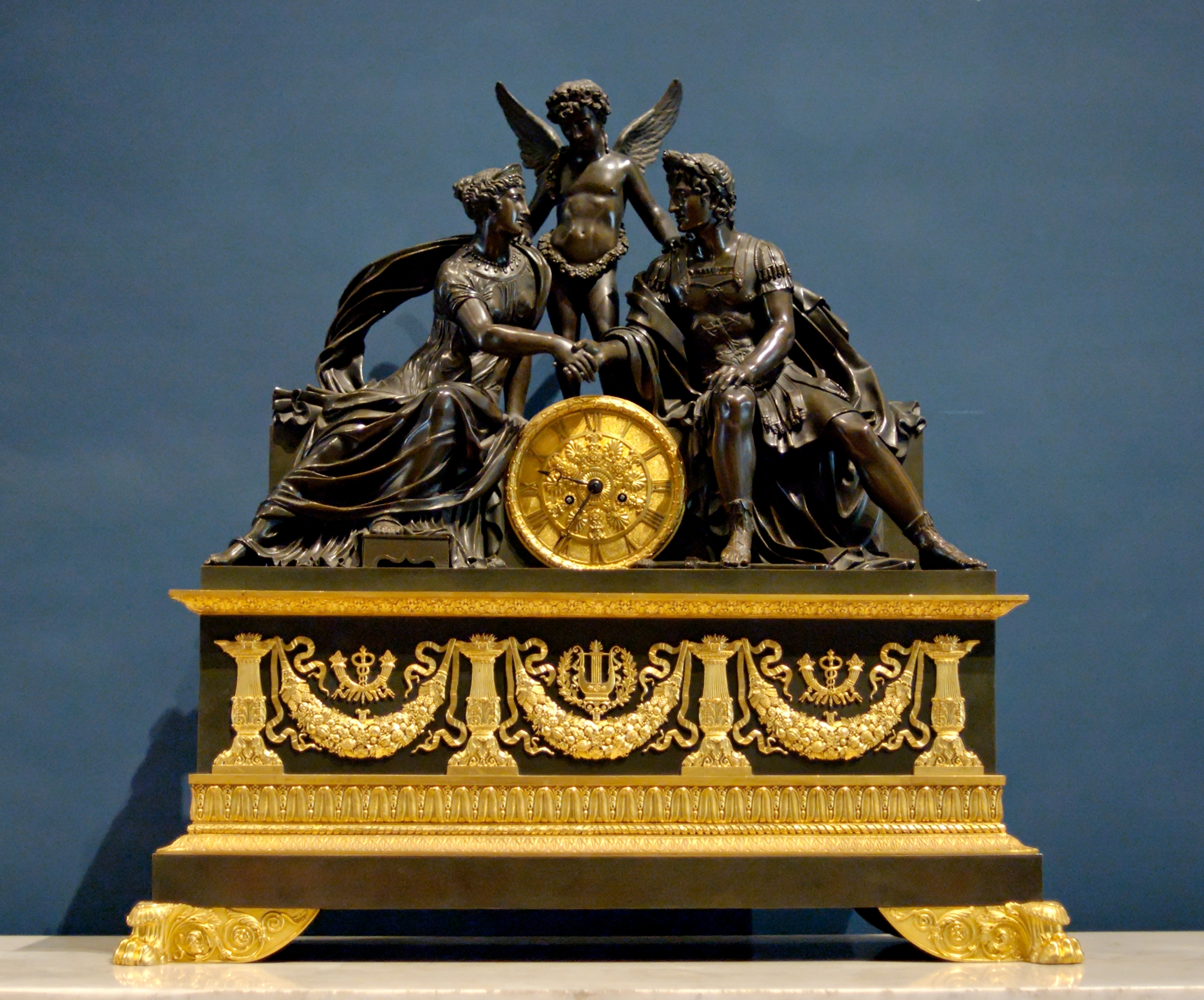
Pendule commémorant le mariage de Napoléon et Marie-Louise d'Autriche. Vers 1810. Paris, musée du Louvre.
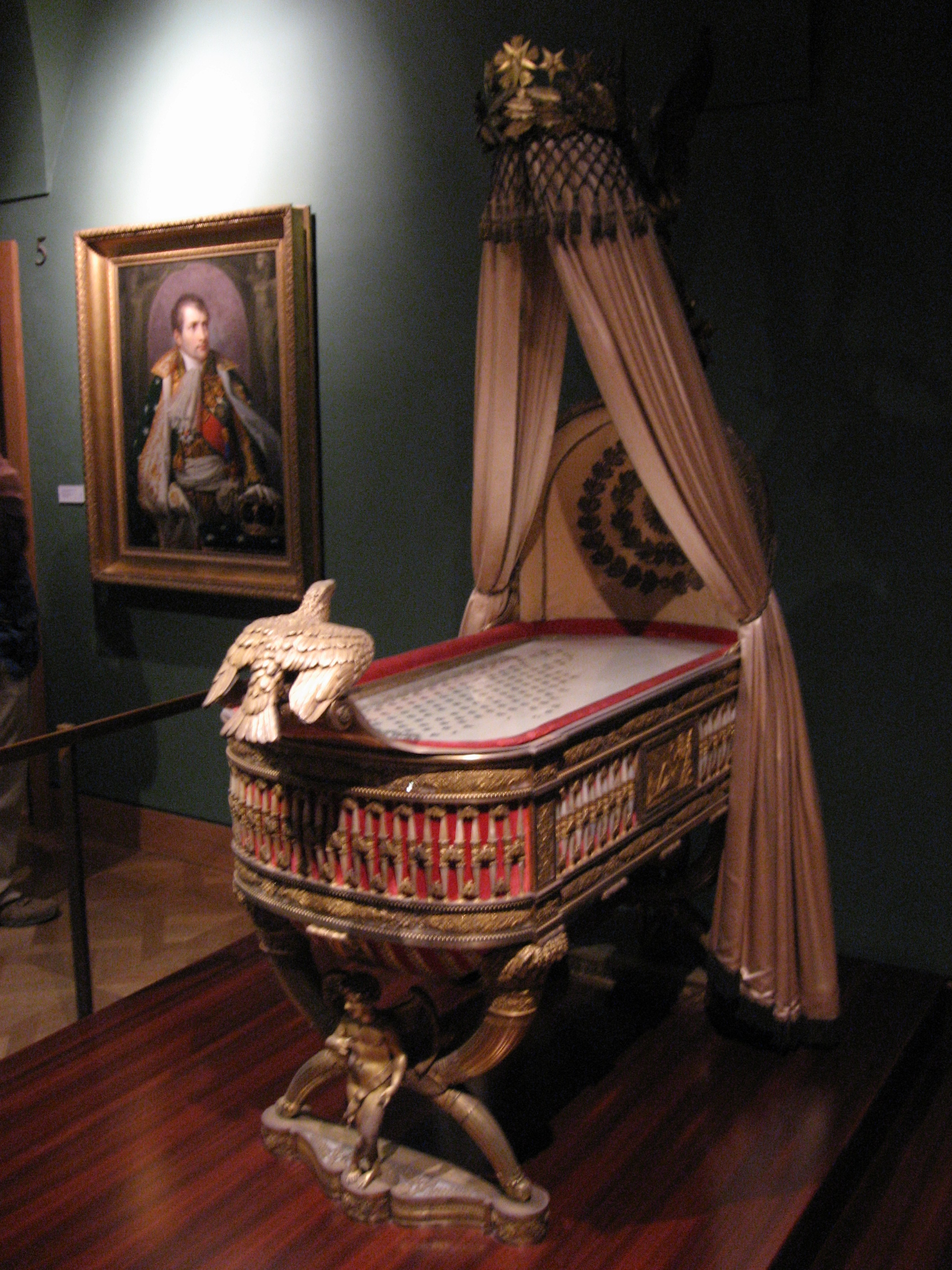
Berceau en vermeil du roi de Rome, 1811. Par Thomire et Odiot d'après un dessin de Prud'hon. Vienne, musée d'histoire de l'art.
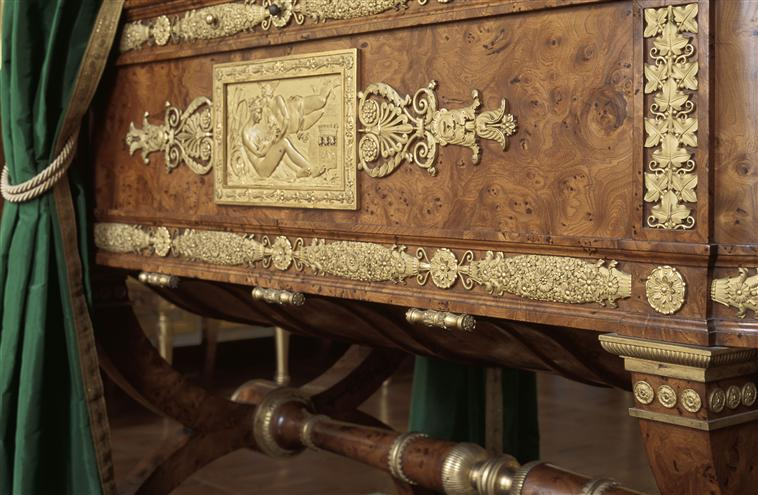
Berceau du roi de Rome aux Tuileries, 1811. Décors de bronze par Thomire. Fontainebleau, musée Napoléon.
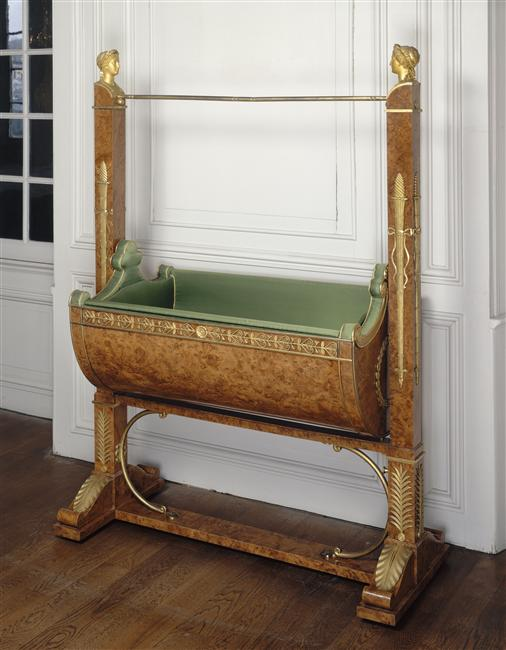
Bercelonette du roi de Rome, offert par sa gouvernante la comtesse de Montesquiou. château de Fontainebleau.
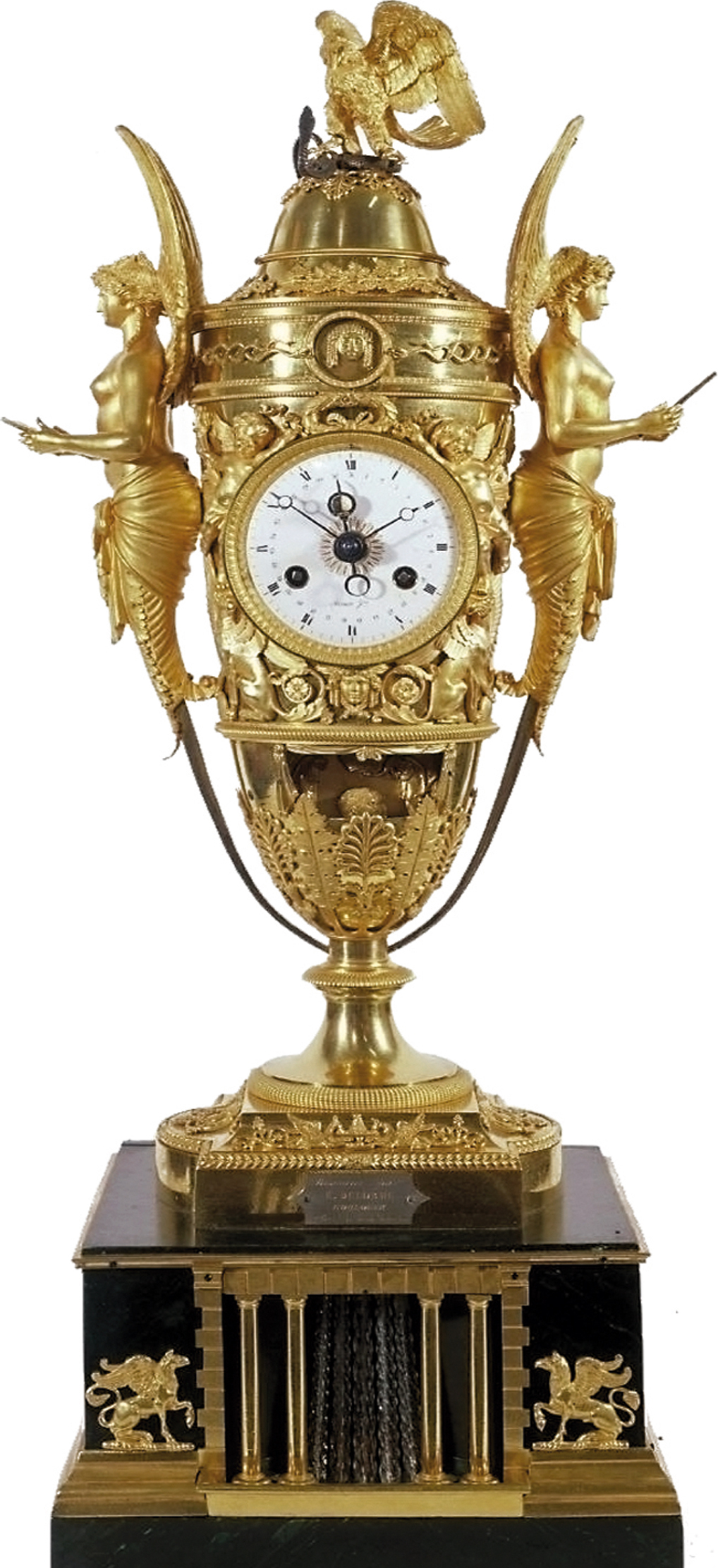
Pendule vase en bronze doré par Thomire. Mouvement à quantièmes de Moinet. Utrecht, Museum Speelklok.
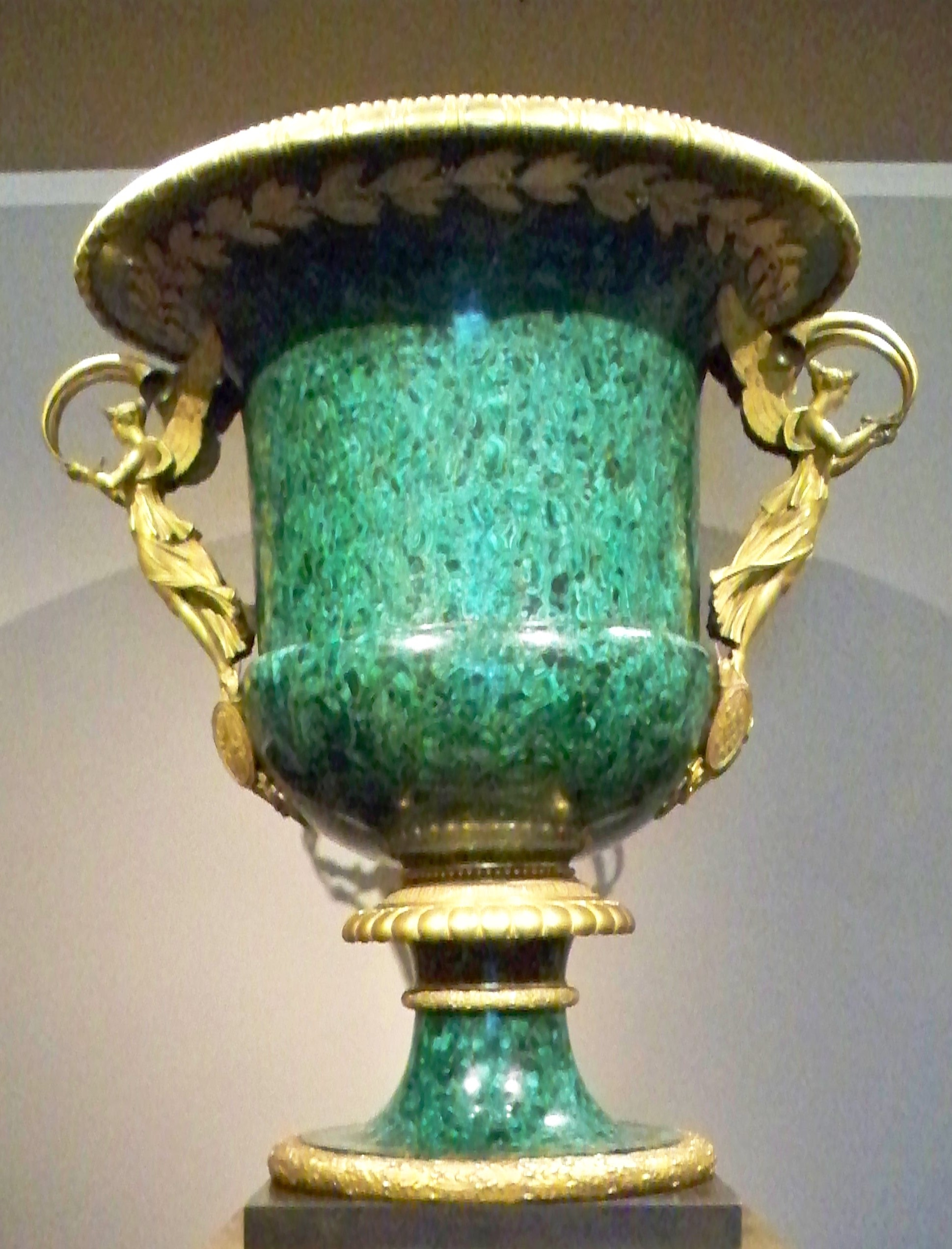
Le vase Demidoff, 1819 (ancienne collection Demidoff), New York, Metropolitan Museum of Art.

Il serait difficile de dénombrer l'immense quantité de bronzes produits par les ateliers de Thomire, dans les premières décennies du XIXe siècle ; tables et guéridons, lustres, candélabres, appliques, surtouts-de-tables, pendules, chenets, barres de cheminée, etc. Thomire, produit massivement et avec un très haut niveau de qualité. Il est une illustration de l'excellence de l'industrie française de cette époque, qui s'exporte dans toute l'Europe.
Pierre-Philippe Thomire se retire en 1823, à 72 ans. Ses gendres et ses petits-enfants perpétueront le nom de Thomire jusqu'au règne de Louis-Philippe, sous la raison Thomire et Cie.

## Hommages

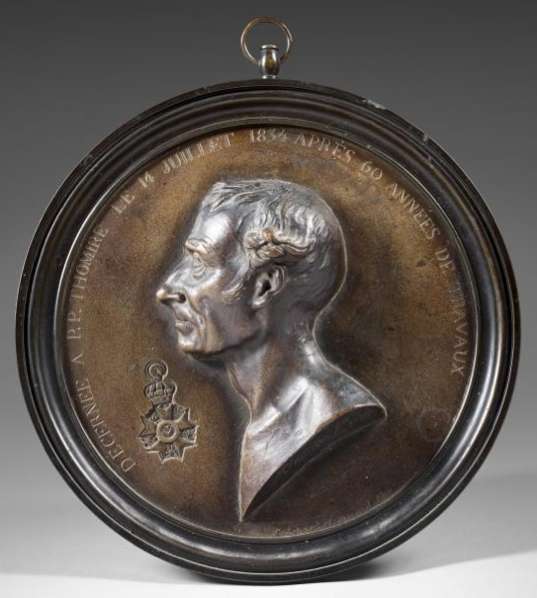
Médaille en bronze modelée par Pierre-Philippe Thomire, fondue par Richard et Quesnel, commémorant la remise de la croix de la Légion d'honneur à Pierre-Philippe Thomire par le roi Louis-Philippe Ier, le 14 juillet 1834.

Louis-Philippe Ier distingua Pierre-Philippe Thomire en lui remettant la croix de la Légion d'honneur le 14 juillet 1834 pour récompenser 60 années de travail. Thomire alors âgé de 82 ans, modèle lui-même une médaille commémorative, avec son autoportrait de profil, qui fut fondue par Richard et Quesnel.
Une rue Thomire dans le 13e arrondissement de Paris, fut baptisée en hommage au célèbre ciseleur-doreur. Cette voie située près du boulevard Kellermann fut ouverte en 1933.